# کیزیلوف
کیزیلوف (ترکی آذربایجانی: Kizilov) یک منطقهٔ مسکونی در جمهوری آرتساخ است که در استان کاشاتاق واقع شده‌است.